# Lagonosticta
Lagonosticta Reichenbach, 1862 è un genere di uccelli passeriformi della famiglia degli Estrildidi.

## Tassonomia
Al genere vengono ascritte undici specie, conosciute col nome comune collettivo di amaranti:
- Lagonosticta rara (Antinori, 1864) - amaranto becco nero
- Lagonosticta rufopicta (Fraser, 1843) - amaranto picchiettato
- Lagonosticta nitidula Hartlaub, 1886 - amaranto bruno
- Lagonosticta senegala (Linnaeus, 1766) - amaranto del Senegal
- Lagonosticta sanguinodorsalis Payne, 1998 - amaranto di roccia
- Lagonosticta umbrinodorsalis Reichenow, 1910 - amaranto di Reichenow
- Lagonosticta virata Bates, 1932 - amaranto dorso grigio
- Lagonosticta rubricata (Lichtenstein, 1823) - amaranto becco blu
- Lagonosticta landanae Sharpe, 1890 - amaranto di Landanne
- Lagonosticta rhodopareia (Heuglin, 1868) - amaranto di Jameson
- Lagonosticta larvata (Rüppell, 1840) - amaranto mascherato

Nell'ambito della famiglia degli estrildidi, gli amaranti sono sì vicini agli omonimi del genere Hypargos, ma lo sono in maniera ancora maggiore all'amaranto bruno, col quale formano un clade.

## Distribuzione
Gli amaranti popolano la maggior parte dell'Africa subsahariana, con le varie specie che colonizzano ambienti differenti: sebbene quasi tutte le specie tendano a preferire ambienti di savana alberata, l'amaranto di Reichenow, l'amaranto dorso grigio e l'amaranto di roccia abitano le aree rocciose con presenza di cespugli, mentre l'amaranto bruno predilige le aree umide come i canneti e la foresta a galleria nei pressi di corsi d'acqua.

## Descrizione

### Dimensioni
Le specie ascritte a questo genere raggiungono al massimo i 12 cm di lunghezza.

### Aspetto
Si tratta di uccelli robusti e slanciati, muniti di corte ali tondeggianti, coda squadrate e becco robusto e di forma conica.

Negli amaranti è presente un dicromatismo sessuale piuttosto evidente, in quanto i maschi presentano ampie zone (se non addirittura la maggior parte) del corpo di colore rosso scuro, spesso con punteggiatura bianca sui fianchi, le femmine presentano estensione della colorazione rossa ridotta o assente, con colorazione perlopiù bruno-grigiastra.

## Biologia
Si tratta di uccelli diurni, che tendono a vivere in coppie o sparuti gruppetti familiari di 4-6 individui, mostrando una spiccata territorialità ed aggressività in particolare durante il periodo riproduttivo (che coincide generalmente con la fase finale della stagione delle piogge).

### Alimentazione
La loro dieta si compone principalmente di piccoli semi, ma soprattutto durante il periodo riproduttivo essa viene integrata con piccoli invertebrati, soprattutto termiti volanti.

### Riproduzione
La riproduzione negli amaranti segue le fasi salienti di quella della maggior parte degli estrildidi: il maschio corteggia la femmina tenendo un filo d'erba nel becco, una volta formatasi la coppia entrambi i partner collaborano nella costruzione del nido, nella cova e nelle cure parentali verso i nidiacei.